# Dawn of the Black Hearts
 Der er for få eller ingen kildehenvisninger i denne artikel, hvilket er et problem. Du kan hjælpe ved at angive troværdige kilder til de påstande, som fremføres i artiklen.

Dawn of the Black Hearts er et bootleg livealbum af det norske black metal-band Mayhem. Det er berygtet for sit omslag som viser den tidligere Mayhem-vokalist Dead efter sit selvmord i april 1991. Fotografiet blev angiveligt taget af Mayhems guitarist Euronymous efter han fandt Deads krop. På trods af at det kun er en "semiofficiel" udgivelse, bliver denne berygtede bootleg ofte betegnet som et af bandets hovedalbum.
Albummet blev oprindeligt udgivet i 1995 af Warmaster Records ejet af colombianske Mauricio "Bull Metal" Montoya, som angiveligt var penneven med Euronymous. Den oprindelige udgave indeholder otte sange fra en koncert i Sarpsborg 28. februar 1990. Omslaget har gyldne bogstaver.
Albummet er blevet genudgivet mange gange af forskellige uafhængige pladeselskaber. Mange af disse genudgivelser indeholder fire ekstra sange, indspillet ved en koncert i Ski i 1986, med Messiah på vokal. Nogle af disse genudgivelser påstår fejlagtigt af de ekstra sange kommer fra en koncert i Lillehammer med Maniac på vokal.

## Spor
1. "Deathcrush" – 3:36
2. "Necrolust" – 4:19
3. "Funeral Fog" – 6:38
4. "Freezing Moon" – 6:06
5. "Carnage" – 4:18
6. "Buried by Time and Dust" – 5:46
7. "Chainsaw Gutsfuck" – 3:59
8. "Pure Fucking Armaggedon" – 3:15

### Ekstrasange på genudgivelser
Indspillet i 1986 med Messiah som vokalist og Manheim som trommeslager:
1. "Dance Macabre" (Celtic Frost-cover) – 1:10
2. "Black Metal" (Venom-cover) – 3:00
3. "Procreation of the Wicked" (Celtic Frost-cover) – 2:40
4. "Welcome to Hell" (Venom-cover) – 3:46

## Fodnoter
1. 1 2  Sharpe-Young, Garry. "Mayhem". Rockdetector. Arkiveret fra originalen 17. december 2007. Hentet 2008-07-15.
2. ↑  Kahn Harris 2007, s. 45
3. ↑  Bowar, Chad. "Mayhem". About.com. Arkiveret fra originalen 4. juli 2008. Hentet 2008-07-15.
4. ↑  "Mayhem Career Albums". Rockdetector. Arkiveret fra originalen 29. januar 2008. Hentet 2008-07-15.
5. ↑  "Mayhem Main Albums". Allmusic. Hentet 2008-07-15.